# Andrej Sobolev
Andrej Andreevič Sobolev (in russo Андрей Андреевич Соболев?; Taštagol, 27 novembre 1989) è uno snowboarder russo.
È il fratello di Natal'ja Soboleva, anche lei snowboarder olimpionica.

## Biografia
Originario di Taštagol e specializzato nello snowboard alpino Andrej Sobolev ha esordito a livello internazionale il 23 novembre 2005, disputando una gara FIS di slalom gigante parallelo ad Abzakovo e classificandosi 21º. Il 9 febbraio 2007 ha debuttato in Coppa del Mondo a Šukolovo in slalom parallelo, chiudendo la gara in 39ª posizione. Nello stesso anno ha partecipato ai suoi primi Mondiali juniores, ai quali, nel 2009 ha vinto la medaglia d'argento nello slalom parallelo a Nagano, in Giappone.
Nel gennaio 2012 è salito per la prima volta sul podio in Coppa del Mondo, con il secondo posto ottenuto a Jauerling in slalom parallelo. Ha preso parte alle Olimpiadi di Soči 2014 venendo eliminato agli ottavi di finale dello slalom gigante parallelo dall'austriaco Andreas Prommegger, mentre nello slalom parallelo non è riuscito a superare la fase di qualificazione.
Il 7 febbraio 2015 ha ottenuto la sua prima vittoria nel massimo circuito, imponendosi nello slalom parallelo di Sudelfeld. Ai Campionati mondiali di snowboard di Kreischberg 2015 ha vinto la medaglia d'oro nello slalom gigante parallelo e quella d'argento nello slalom parallelo. Alla fine della stagione di Coppa del Mondo 2016 si è aggiudicato al Coppa del Mondo di slalom gigante parallelo, con due podi stagionali di cui una vittoria. Ai successivi Mondiali di Sierra Nevada 2017 si è aggiudicato la medaglia di bronzo nello slalom parallelo. Alla sua seconda esperienza olimpica, ai Giochi di Pyeongchang 2018, non è riuscito a superare la fase di qualificazione nello slalom gigante parallelo, così come a Pechino 2022. Nella stagione di Coppa del Mondo 2019 ha vinto la Coppa del Mondo di parallelo, con tre piazzamenti sul podio stagionali, di cui due vittorie.

## Palmarès

### Mondiali
- 4 medaglie:
  - 1 oro (slalom gigante parallelo a Kreischberg 2015)
  - 1 argento (slalom parallelo a Kreischberg 2015)
  - 2 bronzo (slalom parallelo a Sierra Nevada 2017; slalom gigante parallelo a Rogla 2021)

### Mondiali juniores
- 1 medaglia:
  - 1 argento (slalom parallelo a Nagano 2009)

### Coppa del Mondo
- Vincitore della Coppa del Mondo di parallelo nel 2019
- Vincitore della Coppa del Mondo di slalom gigante parallelo nel 2016
- Miglior piazzamento nella Coppa del Mondo di slalom parallelo: 2º nel 2019
- 17 podi:
  - 7 vittorie
  - 6 secondi posti
  - 4 terzi posti

#### Coppa del Mondo - vittorie
| Data             | Luogo             | Paese    | Disciplina |
| ---------------- | ----------------- | -------- | ---------- |
| 7 febbraio 2015  | Sudelfeld         | Germania | PGS        |
| 23 gennaio 2016  | Rogla             | Slovenia | PGS        |
| 17 dicembre 2016 | Cortina d'Ampezzo | Italia   | PSL        |
| 14 dicembre 2017 | Carezza           | Italia   | PGS        |
| 26 gennaio 2019  | Mosca             | Russia   | PSL        |
| 9 marzo 2019     | Scuol             | Svizzera | PGS        |
| 11 gennaio 2020  | Scuol             | Svizzera | PGS        |

Legenda:

PGS = slalom gigante parallelo

PSL = slalom parallelo